# Blue Line
Blue Line era uma companhia aérea charter francesa de passageiros com sede em Roissy-en-France. Operava voos VIP e serviços de fretamento para operadoras de turismo, bem como contratos de wet lease. Sua base principal era o Aeroporto de Paris-Charles de Gaulle. Encerrou as operações em 6 de outubro de 2010, após ter sido liquidada pelo Tribunal de commerce de Pontoise.

## História

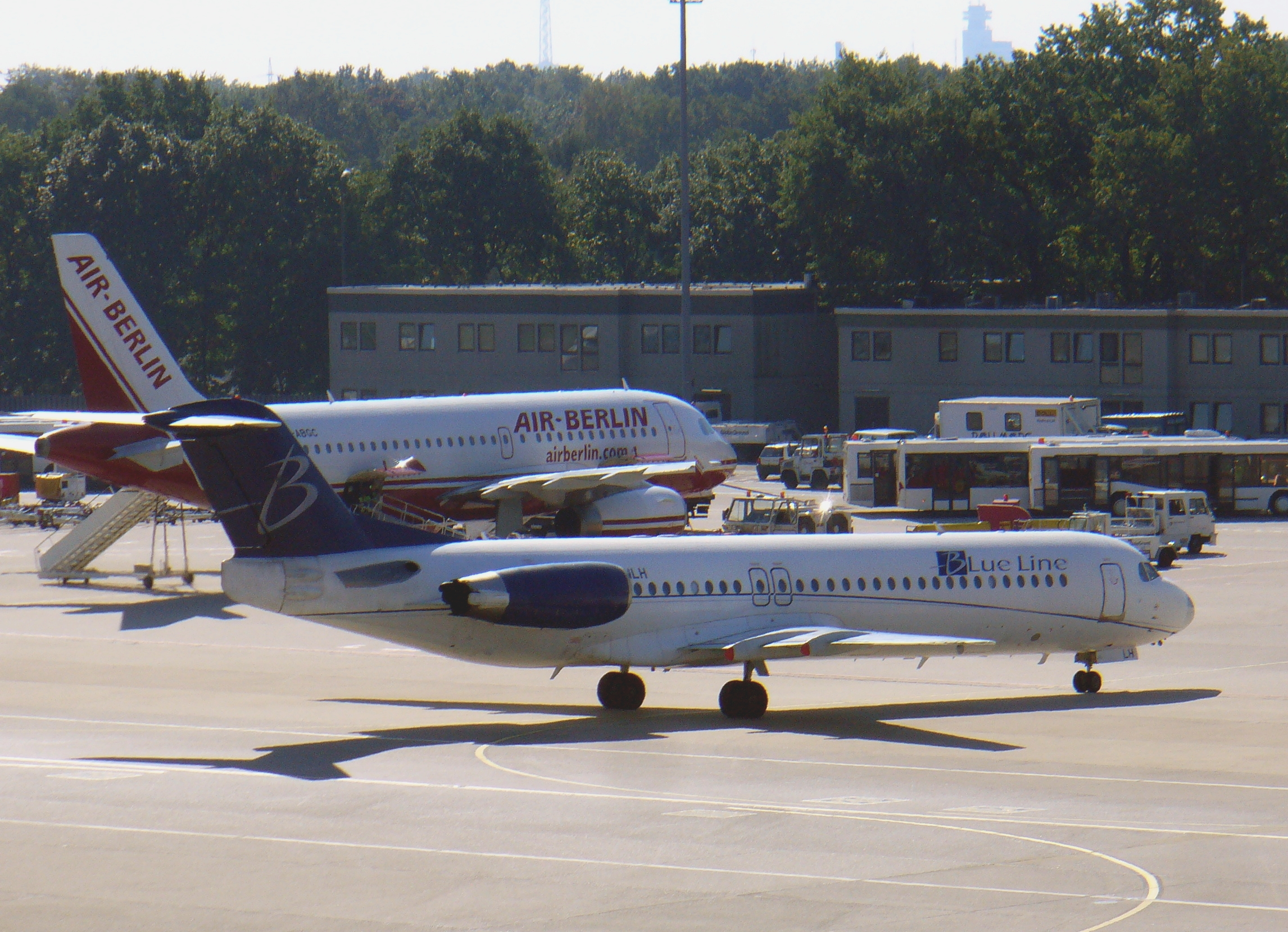
Um Fokker 100 da Blue Line, sendo operado pela AirBaltic.

A Blue Line foi criada em janeiro de 2002 por Xavier Remondeau, presidente e diretor executivo, e outros sete acionistas, todos profissionais da aviação. As operações foram iniciadas em maio de 2002. Contava com 190 funcionários. A companhia aérea operava principalmente fretamentos e arrendamentos de aeronaves para companhias aéreas. Muitos grupos musicais usaram suas aeronaves, como o U2. A Blue Line usa uma frota de um Airbus A310 e McDonnell Douglas MD-83 para serviços de longo curso, com os A310 sendo usados para os serviços de maior alcance. Uma frota de Fokker 100 foi usada para voos regionais e de curta distância em toda a Europa. A companhia aérea operou esta frota para seus fretamentos. A companhia aérea estava sediada na França, mas tinha serviços para o sul do Brasil e para o norte da Noruega.

## Frota

### Frota atual

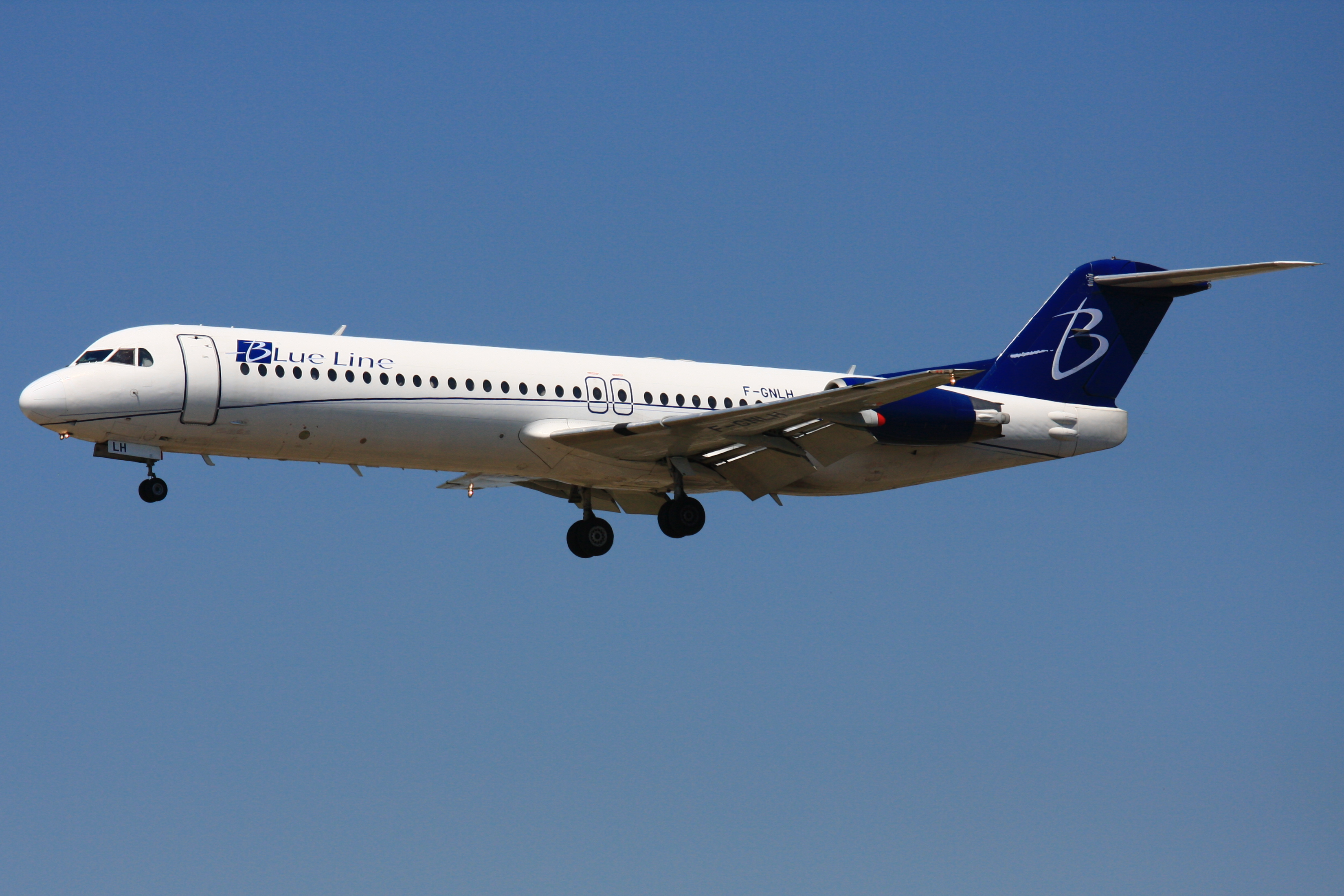
Um Fokker 100 da Blue Line no Aeroporto de Frankfurt, em julho de 2010.

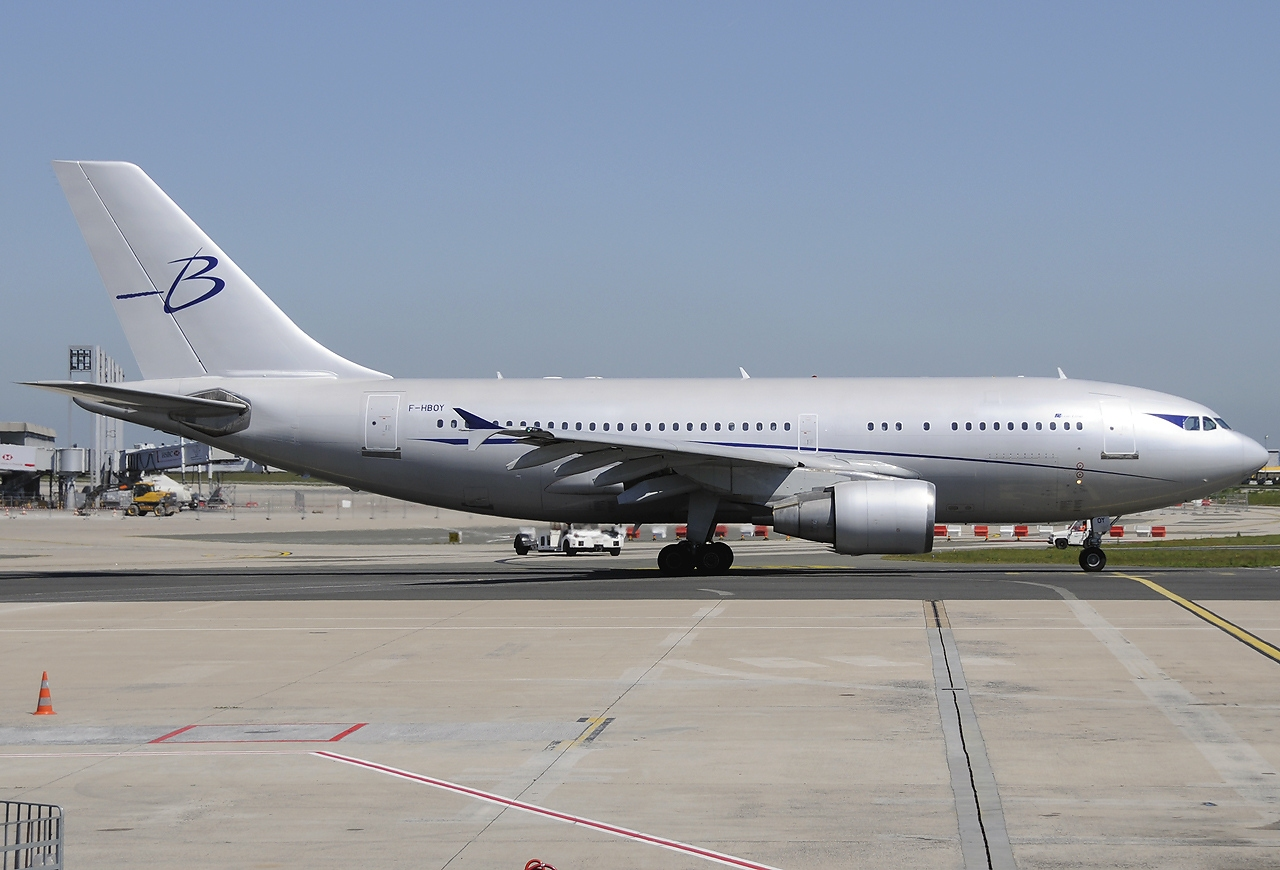
Um Airbus A310-300 da Blue Line no Aeroporto de Paris-Charles de Gaulle, em maio de 2009.

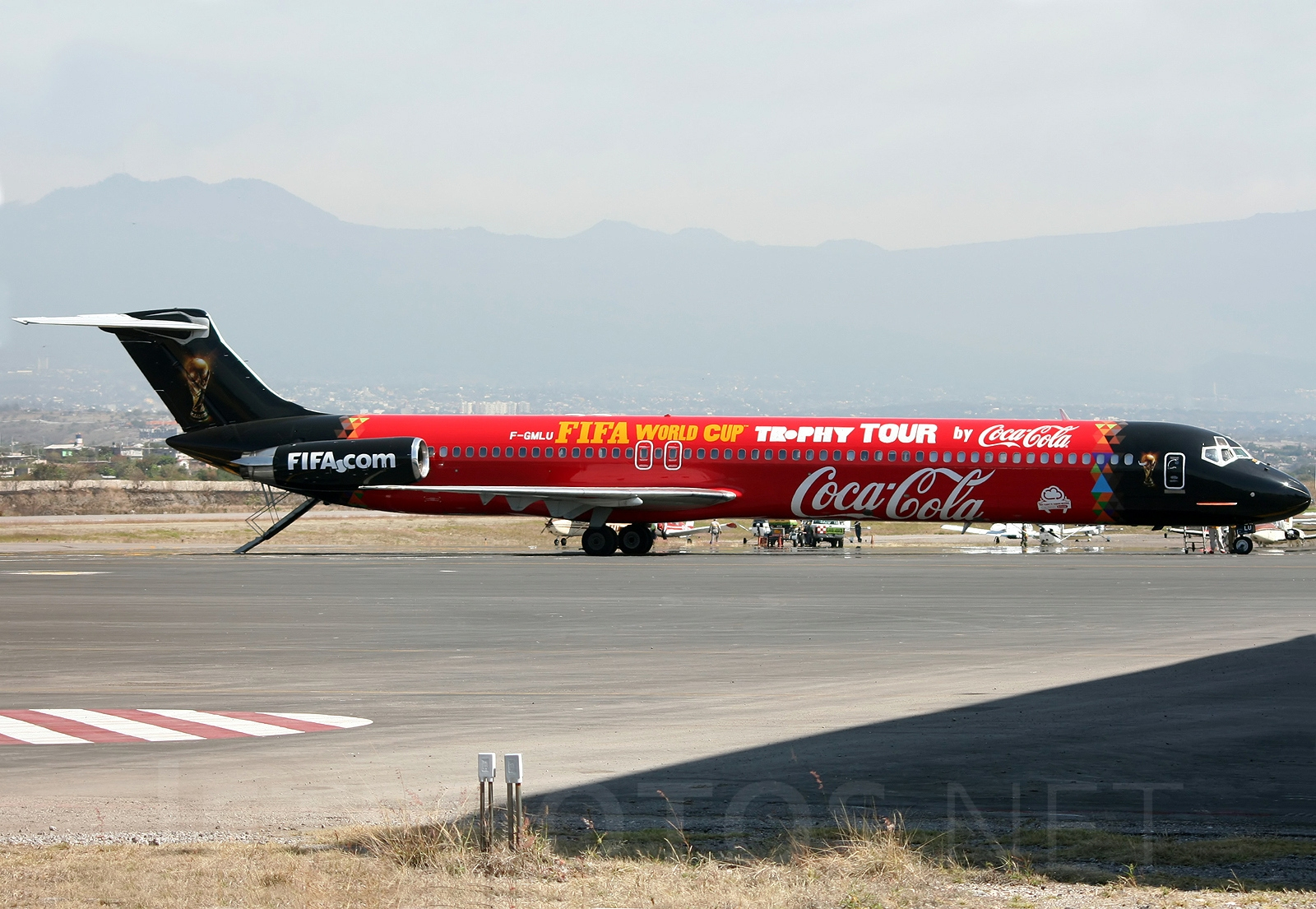
Um McDonnell Douglas MD-83 da Blue Line, com pintura especial da Fifa World Cup Trophy Tour by Coca-Cola.

A frota da Blue Line consistia nas seguintes aeronaves (Abril de 2008):
| Aeronaves               | Em Serviço | Ordens | Passageiros | Notas |
| ----------------------- | ---------- | ------ | ----------- | ----- |
| McDonnell Douglas MD-83 | 5          | –      | 170         |       |
| Fokker 100              | 2          | –      | 100         |       |
| Airbus A310-300         | 2          | –      | VIP         |       |
| Total                   | 9          | 0      |             |       |

### Frota histórica
A frota da Blue Line também consistiu nas seguintes aeronaves:
| Aeronaves               | Total | Notas |
| ----------------------- | ----- | ----- |
| Boeing 737-400          | 1     |       |
| Boeing 757-200          | 1     |       |
| McDonnell Douglas MD-83 | 1     |       |